# El secreto (libro)
El secreto es un libro escrito por Rhonda Byrne, que promueve la denominada ley de la atracción, una creencia formulada por el filósofo estadounidense William Walker Atkinson, pionero del movimiento New Thought (Nuevo Pensamiento).
Fue publicado en 2006, poco después del lanzamiento en DVD de la película homónima, El secreto. Tras ser presentado en dos episodios de The Oprah Winfrey Show, el libro alcanzó la categoría de  superventas.
La obra alcanzó así mismo un alto nivel de notoriedad y crítica por parte de aquellos que adujeron que se orientaba a los lectores y se explicaba que el pensamiento positivo 
y una buena actitud podían influir la vida real.
No existe evidencia científica que demuestre la influencia del pensamiento positivo por sí solo en la realidad, si bien la utilidad del mismo es absolutamente aceptada por los psicólogos, siempre que esté acompañada de procedimientos y acciones en pro de un objetivo, es decir, como complemento para potenciar el éxito.
Rhonda Byrne escribió una continuación de El secreto titulada El poder, lanzada el 17 de agosto de 2010, e inspirada en cientos de consultas recibidas de lectores del primer libro. 
En 2012 lanza su tercera obra, «La magia» en la que aboga por el uso del agradecimiento como una herramienta poderosa para aplicar con la ley de la atracción.

## La ley de la atracción
El libro postula que la ley de la atracción es una ley natural que determina el orden completo del universo y de nuestras vidas personales

## Sinopsis
El libro comienza introduciendo y explicando los mecanismos de la ley de la atracción, y luego describe ejemplos históricos de su aplicación incluyendo personajes históricos que supuestamente se beneficiaron con su aplicación. 
Se destacan la gratitud y la visualización como los dos procesos más poderosos para ayudar a hacer que los deseos se manifiesten. La autora ofrece varias técnicas para el proceso de visualización, así como ejemplos de personas que se dice que la han utilizado con éxito para lograr que sus sueños se manifiesten.
En sucesivos capìtulos la autora describe cómo usar la ley de atracción en las áreas de riqueza, relaciones humanas y salud. Finalmente se incluye una perspectiva espiritual sobre la ley de la atracción, y su relación con la propia vida y el mundo.

## Crítica
Las afirmaciones hechas por el libro y la película son altamente polémicas, y han sido criticadas por los revisores y lectores [cita requerida]. El libro también ha sido duramente criticado por ex creyentes y practicantes, con algunos afirmando que El secreto fue concebido por el autor y que las únicas personas que generan riqueza y felicidad de él son el autor y los editores.
El historiador y ético John G. Stackhouse, Jr. ha proporcionado un contexto histórico para The Secret. Lo ubica críticamente en la tradición del Nuevo Pensamiento Americano, la filosofía de la "mente sobre la materia" y la religión popular, llamándola "nada nuevo".

### Consideraciones éticas
Algunos críticos dicen que El secreto ofrece una falsa esperanza a aquellos que realmente necesitan asistencia más convencional en sus vidas. Por ejemplo, en 2007, Barbara Ehrenreich, autor y crítica social, ridiculizó el consejo de control de peso del libro para "no observar" a las personas con sobrepeso Leyes universales.
En 2009, Ehrenreich publicó Bright-Sided: Cómo la promoción implacable del pensamiento positivo ha socavado América como respuesta a los libros del "pensamiento positivo", tales como El secreto, que enseñan que "si apenas cambie mis pensamientos, podría tener todo". Le preocupaba que esto fuera delirante o incluso peligroso, porque evitaba lidiar con las fuentes reales de problemas. Dijo que tal pensamiento alentaba "la culpa de las víctimas, la complacencia política y una huida cultural del realismo", a través de su sugerencia de que el fracaso fue el resultado de no haber intentado "lo suficientemente duro" o creer "firmemente en la inevitabilidad de su éxito", y que aquellos que estaban "decepcionados, resentidos o abatidos" eran "víctimas o perdedores". Ehrenreich abogó por "no pensamiento negativo o desesperación", sino "realismo, revisar lo que realmente está ahí y averiguar cómo cambiarlo".
De acuerdo con los Dispatches de Religión, Byrne argumentó que los desastres naturales golpean a los "en la misma frecuencia que el evento" e implicó que las víctimas del tsunami de 2006 podrían haberse salvado.
En el podcast de Adam Carolla, el Dr. Drew dijo que El secreto promovió el "pensamiento primitivo" como un reemplazo para realmente ganar estima.

### Reclamaciones pseudocientíficas
En una crítica de 2010, The New York Times afirmó: The Power y The Secret están llenos de referencias a los imanes, la energía y la mecánica cuántica, este último es un regalo muerto: cada vez que oye a alguien apelar a la física impenetrable para explicar el funcionamiento de la mente, ya tenemos disciplinas llamadas "psicología" y "neurociencia" para hacer frente a esas preguntas. El asalto de jerga pseudocientífica de Byrne sirve sobre todo para establecer una "ilusión de conocimiento", tendencia a creer que entendemos algo mucho mejor de lo que realmente hacemos ".
El libro ha sido criticado por sus interpretaciones de la física cuántica. Lisa Randall ha declarado que es "inquietante" que Byrne afirmó haber "nunca estudiado física o ciencia en la escuela, y sin embargo cuando (Byrne) leyó complejos libros sobre física cuántica (Byrne) los entendió perfectamente porque (Byrne) quería entenderlos". Mary Carmichael y Ben Radford han afirmado que el libro tiene "una apariencia de precisión científica [...] El problema es que ni la película ni el libro tienen ninguna base en la realidad científica".

### Otras críticas
En las empresas que utilizan el DVD para la formación de los empleados o la construcción de la moral, algunos[¿quién?] reaccionaron a ella como "un truco" y como "perturbador", similar a "ser adoctrinado en un culto".

## En la cultura popular
- El secreto ha sido parodiado en el episodio de Los Simpson "Bart Gets a 'Z'", donde Bart obtiene para su maestra un libro titulado The Answer (La respuesta), que se supone que cambia la vida de su maestra, después de que por una broma pesada Bart la arruinase.
- Family Guy, episodio "Brian Writes a Bestseller".
- Saturday Night Live (temporada 32), en el episodio 15 organizado por Julia Louis-Dreyfus. Amy Poehler retrata Rhonda Byrne y Maya Rudolph retrata a Oprah Winfrey.
- It's Always Sunny in Philadelphia, episodio "The Gang Gets Extreme: Home Makeover Edition".
- The Chaser's War on Everything, un programa de noticias de comedia satírico en la cadena de televisión ABC de Australia, parodió El secreto el 16 de mayo de 2007 mediante la prueba de las ideas presentadas en el libro.
- El secreto aparece en la película de 2015 Bollywood All Is Well, donde una copia en llamas del libro se muestra en una escena.
- Garfunkel y Oates mencionan El secreto en su canción "29/31".
- Se menciona en la serie española La que se avecina cuando algunas de las protagonistas intentan encontrar pareja "enviando pensamientos al universo".
- El popular valenciano Juan Manuel Jiménez Muñoz, "Chuano"[3] conocido en la prensa rosa por haber sido pareja sentimental de numerosos rostros famosos del panorama español, es un destacado defensor de la teoría del libro "The Secret".  Debido a la gran influencia que ejerció sobre él, se convirtió en un importante empresario y puso el nombre del libro a su restaurante.